# Exposição Universal de 1970
Expo '70 (日本万国博覧会, Nihon bankoku hakuran-kai) foi uma feira mundial que aconteceu em Osaka, Japão entre 15 de março e 13 de setembro de 1970. O tema da Expo foi "Progresso e Harmonia para a Humanidade". A Expo é chamada pelos japoneses de  Ōsaka Banpaku (大阪万博). Foi a primeira feira mundial realizada no Japão.

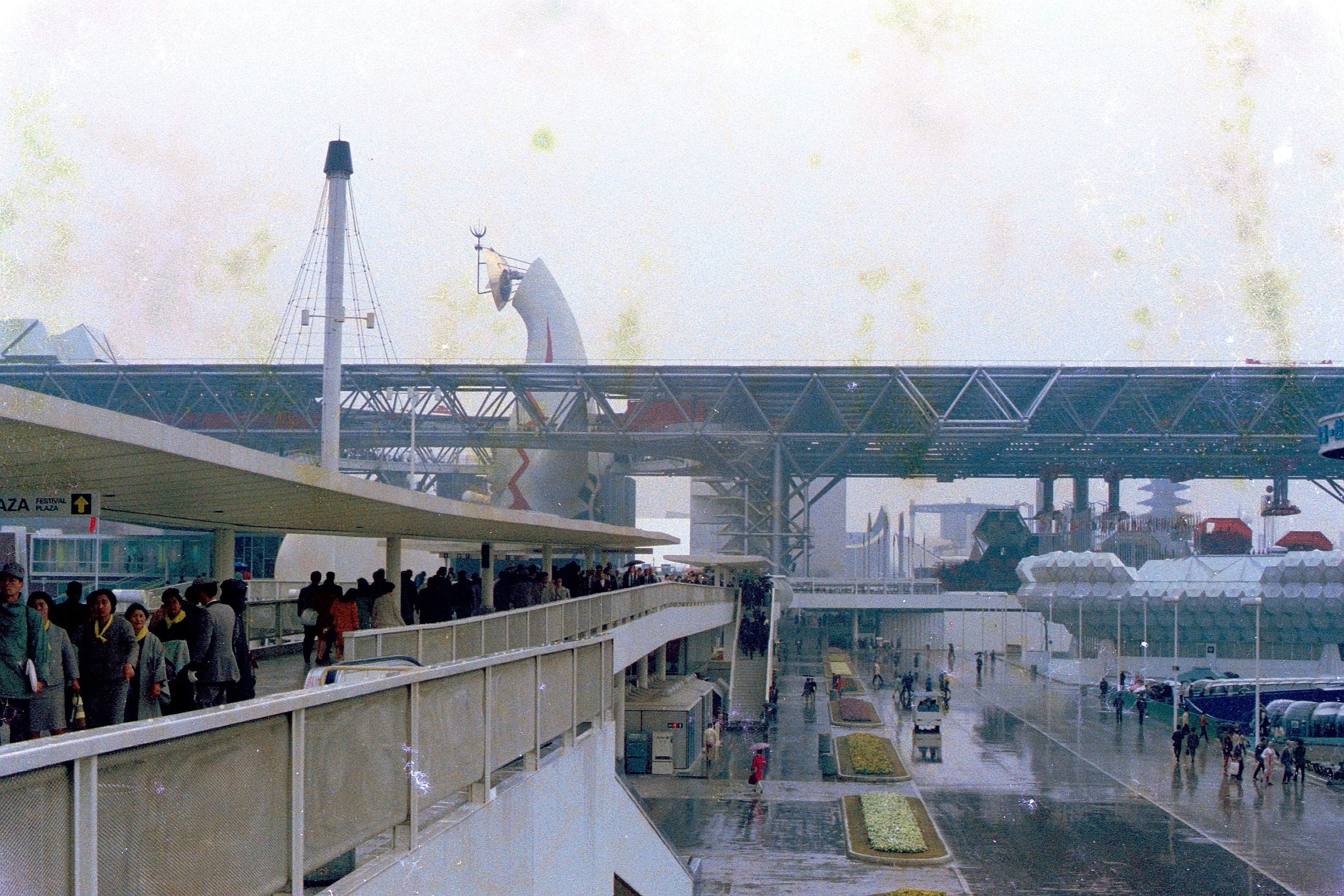
Teto da construção espacial, Expo 70

O arquiteto principal da Expo foi o japonês Kenzo Tange, auxiliado por mais 12 arquitetos.

## Início

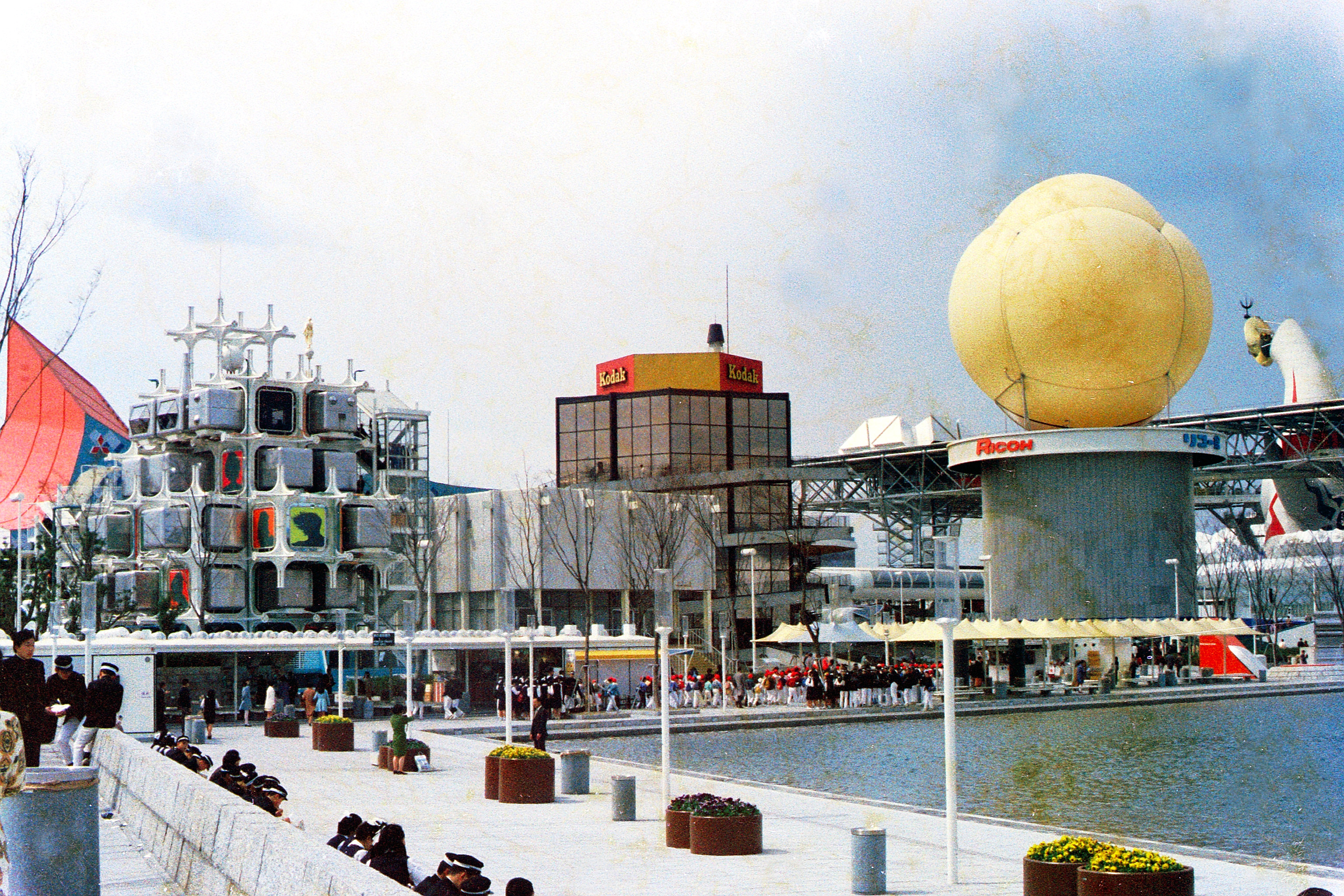
Pavilhões Kodak e Ricoh na Expo 70

Osaka foi escolhida em 1965 para sediar a Expo. 330 hectares nas Colinas de Senri, nos arredores de Osaka foram escolhidos e uma comissão temática sob a liderança de Seiji Kaya foi formada. Kenzo Tange e Uzo Nishiyama foram eleitos os produtores da Expo. Dentre os 12 arquitetos escolhidos para auxiliarem Kenzo estavam: Arata Isozaki para a instalação mecânica, elétrica e eletrônica da Praça dos Festivais e Kiyonori Kikutake para a Torre.

## Plano principal
Dois princípios principais formaram a ideia principal da exposição. O primeiro foi a ideia de que a sabedoria de todos os povos do mundo viria para o mesmo lugar, estimular novas ideias; a segunda é que seria menos uma "exposição" e mais um "festival". Os projetistas pensaram que, como em outras exposições, deveriam produzir um festival central, unificador que auxiliaria as pessoas a se socializarem. Chamaram esta área de Zona Símbolo e a cobriram, bem como aos pavilhões, com um teto espacial gigante.
Os projetistas gostaram da ideia da Grande Exposição, e criaram um teto da Zona Símbolo que poderia unificar a entidade da Expo. Eles não queriam fazer o mesmo espaço contendo toda a exposição, daí tiveram a ideia da construção dos pavilhões e aí sim, cobrir todos os pavilhões sob o mesmo teto. Os pavilhões nacionais seriam como flores e precisariam estar conectadas a uma via principal e a Zona Símbolo seria o caule, por onde os pedestres andariam. Estes elementos foram reforçados por muitas cores, com o caule em branco e os pavilhões em suas próprias cores, determinados pelo arquiteto nacional.

## Pavilhões maiores

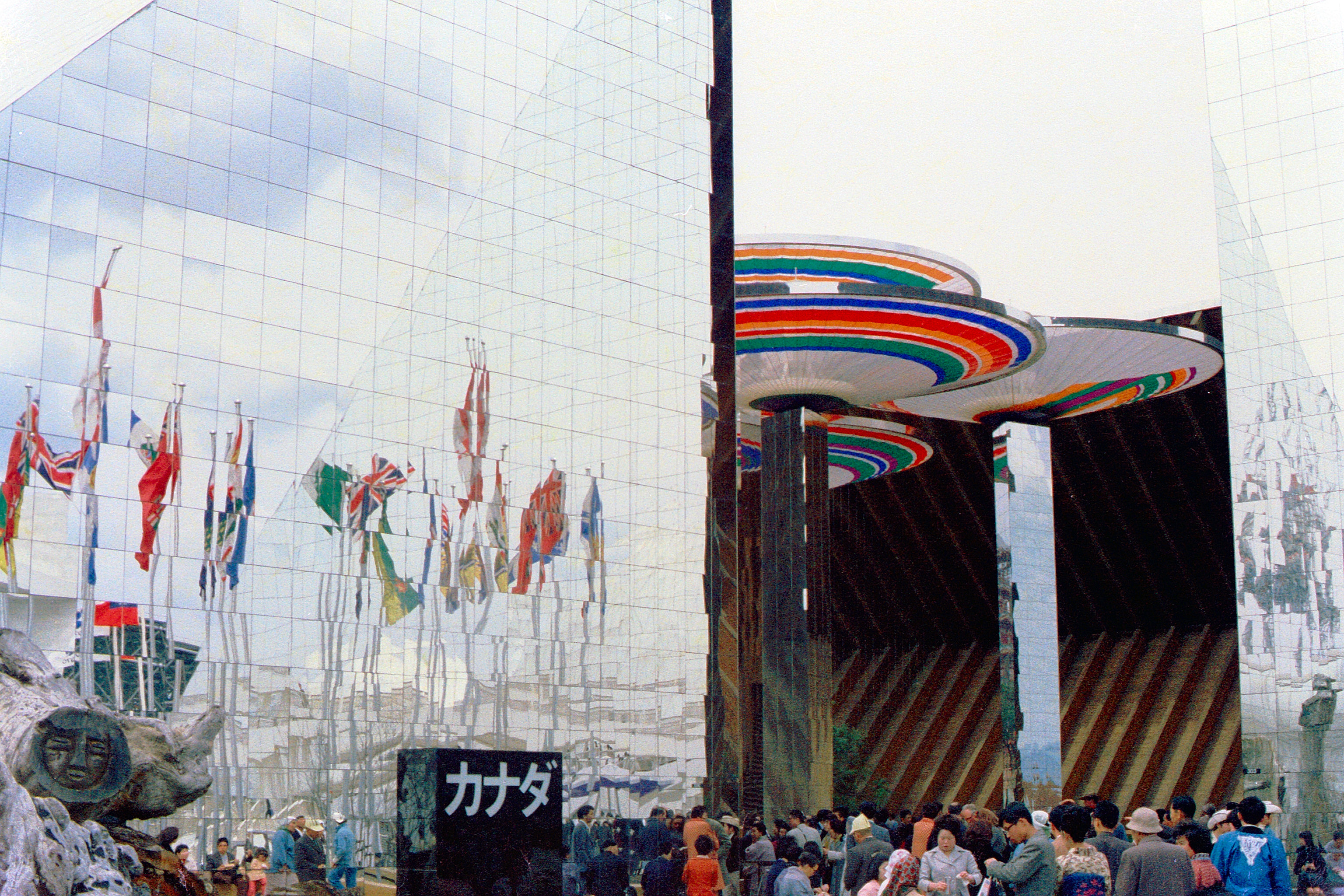
Pavilhão Canadense

Setenta e sete países participaram da Expo, que obteve recorde de visitantes 64.218.770) que só foi superado pela Expo 2010 em Xangai.
- O Pavilhão do Canadá, projetado pelo arquiteto Arthur Erickson mostrava duas produções: The Land, uma visão do Canadá, de costa a costa, filmado em sua maior parte, por um avião em voos rasantes,[4] e o curta de animação The City, dirigido por Kaj Pindal.[5][6] O artista e arquiteto Melvin Charney boloou um design diferente para o pavilhão canadense, com guindastes e andaimes, mas o projeto foi rejeitado.[7]

Pavilhões coreano (esquerda), da Alemanha Oriental (meio) e Alemanha Ocidental (direita)

- O Pavilhão da Alemanha Oriental, projetado por Fritz Bornemann, apresentou ao mundo a primeira sala de concertos em formato esférico, baseada nos conceitos artísticos de Karlheinz Stockhausen. O tema do pavilhão foi "jardins de música", onde Bornemann "plantou" as salas de exibição com o auditório conectado "crescendo" pelo chão. Dentro, o público foi surpreendido por 50 grupos de falantes em sete anéis em diferentes latitudes, ao redor de paredes esféricas interiores. O som era enviado para o espaço em três dimensões usando um controlador esférico desenhado por Fritz Winckel ou um rotatório de dez canais construído por um desenho de Stockhausen.[8] Obras de Johann Sebastian Bach, Ludwig van Beethoven, Bernd Alois Zimmermann, e Boris Blacher eram tocadas em uma fita multi-faixas. No curso da exposição, 19 artistas se apresentaram para mais de 1 milhão de visitantes.[9] "Muitos visitantes sentiram que o auditório esférico era um oásis de calma no meio da confusão, e tornou-se uma das principais atrações da Expo 70".[10]

- O Pavilhão Soviético era o mais alto de todos, com um design em vermelho e branco, projetado pelo arquiteto soviético Mikhail V. Posokhin.[11]

- O Pavilhão dos Estados Unidos era um domo suportado por ar, feito por duas empresas de arquitetura norte-americanas: Davis Brody Bond e Chermayeff & Geismar & Haviv.

- O Pavilhão da Holanda foi trabalho de Carel Weeber e Jaap Bakema.[12]

## Outras atrações
Uma atração popular da feira foi uma grande pedra lunar em exposição no Pavilhão dos Estados Unidos. Foi trazida da Lua pela Apollo 12 em 1969.
Foi na Expo 70 a primeira apresentação do sistema IMAX de cinema, com a produção canadense Tiger Child para o Pavilhão do Grupo Fuji.
Na feira também houve demonstrações de telefone celular, local area network e tecnologia Maglev para trens.

## Hoje
O local da Expo 70 hoje é o Parque de Comemoração da Expo. Quase todos os pavilhões foram demolidos, mas alguns poucos permanecem intactos, incluindo parte do teto da Praça de Festivais e a Torre do Sol.
Ainda existe uma cápsula do tempo, que deverá ser aberta em 5.000 anos, no ano 6.970. A cápsula foi doada pela Matsushita Electric Industrial Co..